# Ministri della cultura della Romania
Questo elenco comprende i ministri della cultura della Romania a partire dal 1989.

## Lista dei ministri della cultura
| Ministro                                                                                        | Ministro         | Ministro                           | Partito                                                                              | Governo             | Mandato          | Mandato          | Leg.             |
| Ministro                                                                                        | Ministro         | Ministro                           | Partito                                                                              | Governo             | Inizio           | Fine             | Leg.             |
| ----------------------------------------------------------------------------------------------- | ---------------- | ---------------------------------- | ------------------------------------------------------------------------------------ | ------------------- | ---------------- | ---------------- | ---------------- |
| Cultura e patrimonio nazionale (Ministerul culturii și patrimoniului național)                  |                  |                                    |                                                                                      |                     |                  |                  |                  |
|                                                                                                 |                  | Andrei Pleșu (1948)                | Indipendente                                                                         | Governo Roman I     | 28 dicembre 1989 | 28 giugno 1990   | Provvisoria      |
| Governo Roman II                                                                                | 28 giugno 1990   | Andrei Pleșu (1948)                | Indipendente                                                                         | 16 ottobre 1991     | I                |                  |                  |
|                                                                                                 |                  | Ludovic Spiess (1938-2006)         | Indipendente                                                                         | Governo Stolojan    | I                | 16 ottobre 1991  | 19 novembre 1992 |
|                                                                                                 |                  | Mihail Golu (1934)                 | Fronte Democratico di Salvezza Nazionale Partito della Democrazia Sociale di Romania | Governo Văcăroiu    | 19 novembre 1992 | 28 agosto 1993   | II               |
|                                                                                                 |                  | Petre Sălcudeanu (1930-2005)       | Partito della Democrazia Sociale di Romania                                          | Governo Văcăroiu    | 28 agosto 1993   | 5 novembre 1993  | II               |
|                                                                                                 |                  | Liviu Maior (ad interim) (1940)    | Partito della Democrazia Sociale di Romania                                          | Governo Văcăroiu    | 5 novembre 1993  | 25 novembre 1993 | II               |
|                                                                                                 |                  | Marin Sorescu (1936-1996)          | Indipendente                                                                         | Governo Văcăroiu    | 25 novembre 1993 | 5 maggio 1995    | II               |
|                                                                                                 |                  | Viorel Mărginean (1933-2022)       | Indipendente                                                                         | Governo Văcăroiu    | 5 maggio 1995    | 23 agosto 1996   | II               |
|                                                                                                 |                  | Grigore Zanc (1940)                | Partito della Democrazia Sociale di Romania                                          | Governo Văcăroiu    | 23 agosto 1996   | 12 dicembre 1996 | II               |
|                                                                                                 |                  | Ion Caramitru (1942-2021)          | Partito Nazionale Contadino Cristiano Democratico                                    | Governo Ciorbea     | 12 dicembre 1996 | 17 aprile 1998   | III              |
| Governo Vasile                                                                                  | 17 aprile 1998   | Ion Caramitru (1942-2021)          | Partito Nazionale Contadino Cristiano Democratico                                    | 22 dicembre 1999    |                  |                  | III              |
| Governo Isărescu                                                                                | 22 dicembre 1999 | Ion Caramitru (1942-2021)          | Partito Nazionale Contadino Cristiano Democratico                                    | 28 dicembre 2000    |                  |                  | III              |
| Cultura e culti (Ministerul culturii și cultelor)                                               |                  |                                    |                                                                                      |                     |                  |                  |                  |
|                                                                                                 |                  | Răzvan Theodorescu (1939-2023)     | Partito della Democrazia Sociale di Romania Partito Social Democratico               | Governo Năstase     | 28 dicembre 2000 | 28 dicembre 2004 | IV               |
|                                                                                                 |                  | Mona Muscă (1949)                  | Partito Nazionale Liberale                                                           | Governo Tăriceanu I | 29 dicembre 2004 | 22 agosto 2005   | V                |
|                                                                                                 |                  | Adrian Iorgulescu (1951)           | Partito Nazionale Liberale                                                           | Governo Tăriceanu I | 22 agosto 2005   | 5 aprile 2007    | V                |
| Governo Tăriceanu II                                                                            | 5 aprile 2007    | Adrian Iorgulescu (1951)           | Partito Nazionale Liberale                                                           | 22 dicembre 2008    |                  |                  | V                |
| Cultura, culti e patrimonio nazionale (Ministerul culturii, cultelor și patrimoniului național) |                  |                                    |                                                                                      |                     |                  |                  |                  |
|                                                                                                 |                  | Theodor Paleologu (1973)           | Partito Democratico Liberale                                                         | Governo Boc I       | 22 dicembre 2008 | 1 ottobre 2009   | VI               |
| Cultura e patrimonio nazionale (Ministerul culturii și patrimoniului național)                  |                  |                                    |                                                                                      |                     |                  |                  |                  |
|                                                                                                 |                  | Hunor Kelemen (1967)               | Unione Democratica Magiara di Romania                                                | Governo Boc II      | 23 dicembre 2009 | 9 febbraio 2012  | VI               |
| Governo Ungureanu                                                                               | 9 febbraio 2012  | Hunor Kelemen (1967)               | Unione Democratica Magiara di Romania                                                | 7 maggio 2012       |                  |                  | VI               |
|                                                                                                 |                  | Mircea Diaconu (1949)              | Partito Nazionale Liberale                                                           | Governo Ponta I     | 7 maggio 2012    | 19 giugno 2012   | VI               |
|                                                                                                 |                  | Puiu Hașotti (1953)                | Partito Nazionale Liberale                                                           | Governo Ponta I     | 25 giugno 2012   | 21 dicembre 2012 | VI               |
| Cultura (Ministerul culturii)                                                                   |                  |                                    |                                                                                      |                     |                  |                  |                  |
|                                                                                                 |                  | Daniel Barbu (1957-2024)           | Partito Nazionale Liberale                                                           | Governo Ponta II    | 21 dicembre 2012 | 12 dicembre 2013 | VII              |
|                                                                                                 |                  | Gigel Știrbu (1971)                | Partito Nazionale Liberale                                                           | Governo Ponta II    | 13 dicembre 2013 | 25 febbraio 2014 | VII              |
|                                                                                                 |                  | Mihnea Costoiu (ad interim) (1972) | Partito Social Democratico                                                           | Governo Ponta II    | 26 febbraio 2014 | 5 marzo 2014     | VII              |
|                                                                                                 |                  | Hunor Kelemen (1967)               | Unione Democratica Magiara di Romania                                                | Governo Ponta III   | 5 marzo 2014     | 24 novembre 2014 | VII              |
|                                                                                                 |                  | Csilla Hegedüs (1967)              | Unione Democratica Magiara di Romania                                                | Governo Ponta III   | 24 novembre 2014 | 17 dicembre 2014 | VII              |
|                                                                                                 |                  | Ioan Vulpescu (1976)               | Partito Social Democratico                                                           | Governo Ponta IV    | 17 dicembre 2014 | 17 novembre 2015 | VII              |
|                                                                                                 |                  | Vlad Alexandrescu (1965)           | Indipendente                                                                         | Governo Cioloș      | 17 novembre 2015 | 3 maggio 2016    | VII              |
|                                                                                                 |                  | Corina Șuteu (1961)                | Indipendente                                                                         | Governo Cioloș      | 3 maggio 2016    | 4 gennaio 2017   | VII              |
| Cultura e identità nazionale (Ministrul culturii și identității naționale)                      |                  |                                    |                                                                                      |                     |                  |                  |                  |
|                                                                                                 |                  | Ioan Vulpescu (1976)               | Partito Social Democratico                                                           | Governo Grindeanu   | 4 gennaio 2017   | 29 giugno 2017   | VIII             |
|                                                                                                 |                  | Lucian Romașcanu (1967)            | Partito Social Democratico                                                           | Governo Tudose      | 29 giugno 2017   | 29 gennaio 2018  | VIII             |
|                                                                                                 |                  | George Ivașcu (1968)               | Indipendente                                                                         | Governo Dăncilă     | 29 gennaio 2018  | 20 novembre 2018 | VIII             |
|                                                                                                 |                  | Daniel Breaz (1975)                | Partito Social Democratico                                                           | Governo Dăncilă     | 20 novembre 2018 | 4 novembre 2019  | VIII             |
| Cultura (Ministrul culturii)                                                                    |                  |                                    |                                                                                      |                     |                  |                  |                  |
|                                                                                                 |                  | Bogdan Gheorghiu (1975)            | Partito Nazionale Liberale                                                           | Governo Orban I     | 4 novembre 2019  | 14 marzo 2020    | VIII             |
| Governo Orban II                                                                                | 14 marzo 2020    | Bogdan Gheorghiu (1975)            | Partito Nazionale Liberale                                                           | 23 dicembre 2020    |                  |                  | VIII             |
| Governo Cîțu                                                                                    | 23 dicembre 2020 | Bogdan Gheorghiu (1975)            | Partito Nazionale Liberale                                                           | 25 novembre 2021    | IX               |                  |                  |
|                                                                                                 |                  | Lucian Romașcanu (1967)            | Partito Social Democratico                                                           | Governo Ciucă       | IX               | 25 novembre 2021 | 15 giugno 2023   |
|                                                                                                 |                  | Raluca Turcan (1976)               | Partito Nazionale Liberale                                                           | Governo Ciolacu I   | IX               | 15 giugno 2023   | 23 dicembre 2024 |
|                                                                                                 |                  | Natalia Intotero (1976)            | Partito Social Democratico                                                           | Governo Ciolacu II  | 23 dicembre 2024 | In carica        | X                |